# Methyprylon
Methyprylon (Noludar) là thuốc an thần của họ dẫn xuất piperidinedione được phát triển bởi Hoffmann-La Roche. Thuốc này đã được sử dụng để điều trị chứng mất ngủ, nhưng bây giờ hiếm khi được sử dụng vì nó đã được thay thế bằng các loại thuốc mới hơn với ít tác dụng phụ hơn, chẳng hạn như các thuốc benzodiazepin. Methyprylon đã bị rút khỏi thị trường Hoa Kỳ vào tháng 6 năm 1965 và thị trường Canada vào tháng 9 năm 1990. Một số tên thương mại khác là Noctan và Dimerin.

## Tác dụng phụ
Tác dụng phụ có thể bao gồm phát ban da, sốt, trầm cảm, loét hoặc lở loét trong miệng hoặc cổ họng, chảy máu bất thường hoặc bầm tím, nhầm lẫn, nhịp tim nhanh, ức chế hô hấp, sưng chân hoặc thấp chân, chóng mặt, buồn ngủ, nhức đầu, nhìn đôi, vụng về, táo bón, tiêu chảy, buồn nôn, nôn, yếu bất thường.

## Dược động học
Một nghiên cứu về liều uống đơn 300   mg ở những người tình nguyện khỏe mạnh nhận thấy rằng mô hình hấp thụ không có thứ tự phù hợp nhất với dữ liệu. Giá trị trung bình (+/- SD) cho thời gian bán hủy (9,2 +/- 2,2 giờ), độ thanh thải rõ ràng, (11,91 +/- 4,42 mL/giờ/kg) và thể tích phân bố trạng thái ổn định rõ ràng, (0,97 +/- 0,33 L/kg) đã được tìm thấy.
Một báo cáo trường hợp cho thấy dược động học của methyprylon không phụ thuộc nồng độ trong trường hợp quá liều; giải thích bao gồm bão hòa hoặc ức chế các con đường trao đổi chất. Thời gian bán hủy được chấp nhận chung cho một liều điều trị không được tìm thấy thích hợp ở những bệnh nhân say và sẽ đánh giá thấp thời gian cần thiết để đạt được nồng độ an toàn của thuốc.